# Жорж Бизе
Жорж Бизе (на френски: Georges Bizet) е френски композитор от Романтизма. Най-известното му произведение е операта „Кармен“.

## Биография
Роден на 25 октомври 1838 г. в Париж с името Александър Цезар Леополд Бизе (на френски: Alexandre César Léopold Bizet) в семейство на музиканти: баща – учител по пеене и майка – пианистка. Първите уроци по пиано получава от майка си.
На девет години постъпва в Парижката консерватория, където учи пиано при Мармонтел и композиция при Халеви. Още в консерваторията пише първите си зрели творби – Симфония в до мажор (1855 г.), оперетата „Доктор Миракъл“ (1857 г.), с която печели обявения от Жак Офенбах конкурс за оперета и кантатата „Кловис и Клотилда“ (1857 г.), с която завършва Консерваторията и печели стипендия, която му осигурява специализация в Италия в продължение на няколко години.
Бизе живее в Италия от 1857 до 1860 г., през който период създава редица произведения, между които комичната опера „Дон Прокопио“ (близка по сюжет на „Севилският бръснар“), операта „Гуслата на емира“, оркестрови и инструментални пиеси, както и кантатата „Васко да Гама“.
През своята композиторска кариера той работи основно в областта на операта и симфоничната музика. Жорж Бизе е един от композиторите, чието творчество е силно повлияно от края на Френско-пруската война. Това влияние не само в музиката, но и в литературата и изобразителното изкуство е наречено „подем във Франция“. Характерно за композиторите, повлияни от това течение, е по-голяма демократичност в произведенията и народностна интонация.
След завръщането си в Париж, за да се препитава, Бизе дава частни уроци по музика, преработва и оркестрира чужди произведения и т.н. Едновременно с това той усилено твори. Подобно на други композитори, Бизе има интерес към ориенталските сюжети и през 1863 г. завършва първото си зряло оперно творение с такъв сюжет – „Ловци на бисери“. То е прието доста хладно от публиката. После написва операта „Иван Грозни“, а през 1867 г. е поставена също без особен успех операта по сюжет на Уолтър Скот „Красавицата от Перт“. Бизе пише операта „Джамиле“ по сюжета на поемата на Алфонс Доде „Намуна“, върху която няколко години по-късно ще напише балет и Едуар Лало. Бизе е автор и на музиката към пиесата „Арлезианката“ на Алфонс Доде, която и до днес се полззва с голяма популярност. Жорж Бизе е автор също така на кантати, на произведения за глас и пиано, на пиеси за пиано. Писал е също църковна и хорова музика.
След „Джамиле“ и „Арлезианката“ Жорж Бизе пише своята най-добра и най-известна творба – операта „Кармен“ по новелата на Проспер Мериме, написана във формата на френската комична опера. „Кармен“ е едно от най-значителните произведения в областта на цялата френска опера. За съжаление композиторът не успява да види успеха ѝ, тъй като умира само три месеца след премиерата ѝ.
Бизе умира от инфаркт в нощта на 2 срещу 3 юни 1875 г. в Буживал на 36-годишна възраст. Погребан е в гробището Пер Лашез в Париж.

## Оперни произведения
- Le Docteur Miracle, оперета (1856)
- „Дон Прокопио“ (Don Procopio), опера буфа (1858-59)
- „Ловци на бисери“ (Les pêcheurs de perles) (1863)
- „Красавицата от Перт“ (La jolie fille de Perth.) (1866)
- „Джамиле“ (Djamileh), едноактна комична опера (1871)
- „Кармен“, комична опера (Carmen) (1875)